# Steven Bradbury
Steven Bradbury (14 de outubro de 1973) é um ex-patinador australiano. Ele conquistou a primeira medalha de ouro da Austrália em Jogos Olímpicos de Inverno.